# Phytomyptera cingulata
Phytomyptera cingulata är en tvåvingeart som först beskrevs av Robineau-desvoidy 1830.  Phytomyptera cingulata ingår i släktet Phytomyptera och familjen parasitflugor. Arten är reproducerande i Sverige. Inga underarter finns listade i Catalogue of Life.